# Liste der Monuments historiques in Orschwihr
Die Liste der Monuments historiques in Orschwihr führt die Monuments historiques in der französischen Gemeinde Orschwihr auf.

## Liste der Bauwerke
| Bezeichnung         | Beschreibung                                                                              | Standort                 | Kennzeichnung | Schutzstatus | Datum | Bild           |
| ------------------- | ----------------------------------------------------------------------------------------- | ------------------------ | ------------- | ------------ | ----- | -------------- |
| Brunnen             | zehnseitiges Brunnenbecken, oktogonaler Brunnenstock, Datierung unklar (19. Jahrhundert?) | Place de l’Église (Lage) | PA00085577    | Inscrit      | 1934  |                |
| Château d’Orschwihr | ab dem 13. Jahrhundert                                                                    | 1 rue du Centre (Lage)   | PA00085576    | Inscrit      | 1988  | weitere Bilder |

## Liste der Objekte
| Bezeichnung                       | Beschreibung | Standort                        | Kennzeichnung | Schutzstatus | Datum | Bild |
| --------------------------------- | --- | ------------------------------- | ------------- | ------------ | ----- | ---- |
| Orgel                             | Ensemble aus PM68000918 und PM68000919 | in der Kirche St-Nicolas (Lage) | PM68000917    | Classé       | 1997  |      |
| Orgelprospekt und Emporenbrüstung | 1881 von Stiehr-Mockers gebaut | in der Kirche St-Nicolas (Lage) | PM68000918    | Classé       | 1997  |      |
| Instrumentalteil der Orgel        | 1881 von Stiehr-Mockers gebaut | in der Kirche St-Nicolas (Lage) | PM68000919    | Classé       | 1997  |      |
| Hauptaltar                        | Altartisch, Retabel, Gemälde und Wandverkleidung; Holz, farbig gefasst und vergoldet, 18. Jahrhundert; Gemälde von 1868                                | in der Kirche St-Nicolas (Lage) | PM68000275    | Classé       | 1976  |      |
| Josephsaltar                      | rechter Seitenaltar; Altartische, Retabel und Gemälde; Holz, farbig gefasst und vergoldet, sowie Ölfarbe auf Leinwand, 18. Jahrhundert, Gemälde jünger | in der Kirche St-Nicolas (Lage) | PM68000276    | Classé       | 1976  |      |
| Kanzel                            | Holz, farbig gefasst und vergoldet, 18. Jahrhundert | in der Kirche St-Nicolas (Lage) | PM68000277    | Classé       | 1976  |      |